# Список ныне живущих архиереев Константинопольской православной церкви
В списке представлены ныне живущие архиереи Константинопольской православной церкви (Константинопольского патриархата).
Епископат Константинопольской православной церкви насчитывает (на 1 июля 2025 года) 153 человека, из них 80 — епархиальных архиереев, в том числе предстоятель Церкви — Архиепископ Константинополя — Нового Рима и Вселенский патриарх, 11 титулярных архиереев, 45 — викарных архиереев, 16 архиереев пребывают на покое и 1 — под запретом.
В списке не указаны архиереи «Новых Земель» (39 человек, в том числе 35 епархиальных архиереев, 3 викарных архиерея и 1 архиерей, пребывающий на покое), о которых подробнее в списке ныне живущих архиереев Элладской православной церкви.
Список составлен в порядке старшинства епископской хиротонии (первая дата в скобках после имени).
Старейший по возрасту архиерей Константинопольского патриархата — архиепископ на покое Димитрий (Тракателлис) (97 лет, 1928 года рождения); самый молодой — Иаков (Андриопулос), митрополит Мексиканский (1992 года рождения)

## Патриаршество патриархаАфинагора

### Хиротонии 1967 года
1. Димитрий (Тракателлис), архиепископ, бывший Американский (17 сентября 1967[1]; на покое с 11 мая 2019)

### Хиротонии 1971 года
1. Пантелеимон (Склавос), митрополит Вриульский (1 января 1971; на кафедре с 9 января 2018)

### Хиротонии 1972 года
1. Августин (Лабардакис), митрополит Германский (26 марта 1972; на кафедре с 8 ноября 1980)

## Патриаршество патриархаДимитрия

### Хиротонии 1972 года
1. Афанасий (Папас), митрополит, бывший Халкидонский (24 сентября 1972; на покое с 16 февраля 2021)

### Хиротонии 1973 года
1. Варфоломей (Архондонис), архиепископ Константинополя — Нового Рима и Вселенский Патриарх (25 декабря 1973; избран 22 октября 1991, интронизован 2 ноября 1991)

### Хиротонии 1974 года
1. Сотирий (Афанасулас), архиепископ Канадский (27 января 1974; на кафедре с 15 марта 1979)

### Хиротонии 1975 года
1. Ириней (Афанасиадис), архиепископ, бывший Критский (23 февраля 1975; на покое с 2 декабря 2021)

### Хиротонии 1977 года
1. Иезекииль (Кефалас), титулярный митрополит Дервский (20 марта 1977; на кафедре со дня хиротонии)

### Хиротонии 1978 года
1. Хризостом (Анагностопулос), титулярный митрополит Родостольский (22 апреля 1978; на кафедре со дня хиротонии)

### Хиротонии 1979 года
1. Лев (Макконен), архиепископ, бывший Хельсинкский и всей Финляндии (25 февраля 1979; на покое с 1 декабря 2024)

### Хиротонии 1982 года
1. Мефодий (Турнас), митрополит Бостонский (18 июля 1982; на кафедре с 20 декабря 2002)

### Хиротонии 1983 года
1. Амвросий (Панайотидис), митрополит Карпатский и Касский (19 июня 1983; на кафедре со дня хиротонии)

### Хиротонии 1985 года
1. Антоний (Щерба), митрополит Иерапольский (6 октября 1985[2]; на кафедре с 11 марта 1995)
2. Апостол (Вулгарис), титулярный митрополит Милетский (3 ноября 1985; на кафедре со дня хиротонии)
3. Макарий (Павлидис), митрополит Анейский (3 ноября 1985; на кафедре с 10 июля 2018)
4. Спиридон (Папагеоргиу), митрополит, бывший Халдийский, Херианский и Керасундский (24 ноября 1985; на покое с 4 сентября 2000 года)

### Хиротонии 1986 года
1. Исаия (Хронопулос), митрополит Листрский (25 мая 1986; на кафедре с 23 марта 2024)

### Хиротонии 1987 года
1. Стефан (Хараламбидис), митрополит Таллинский и всей Эстонии (25 марта 1987; на кафедре с 9 марта 1999)
2. Алексий (Панайотопулос), митрополит, бывший Атлантский (17 мая 1987; на покое с 1 декабря 2024)

### Хиротонии 1988 года
1. Амвросий (Яаскеляйнен), митрополит, бывший Хельсинкский (20 ноября 1988; на покое с 1 января 2018)

### Хиротонии 1989 года
1. Георгий (Калищук), архиепископ, бывший Виннипегский, митрополит Канады (22 октября 1989[3]; на покое с 10 июля 2021)
2. Иосиф (Харкиолакис), митрополит Приконнисский (3 декабря 1989; на кафедре с 24 июня 2008)

### Хиротонии 1990 года
1. Ириней (Месархакис), митрополит Ламбийский, Сивритский и Сфакийский (22 февраля 1990; на кафедре со дня хиротонии)
2. Мелитон (Карас), митрополит Филадельфийский (28 октября 1990; на кафедре со дня хиротонии)
3. Димитрий (Комматас), митрополит Принкипонисский (4 ноября 1990; на кафедре с 19 апреля 2018)

### Хиротонии 1991 года
1. Серафим (Гинис), титулярный митрополит Севастийский (31 марта 1991; на кафедре с 3 октября 2019)

## Патриаршество патриархаВарфоломея

### Хиротонии 1991 года
1. Иоанн (Деревянка), епископ Парнасский (27 октября 1991[2]; на покое с июля 2016)

### Хиротонии 1993 года
1. Иеремия (Ференс), архиепископ Аспендский (19 сентября 1993[2]; на кафедре с 11 марта 1995)

### Хиротонии 1994 года
1. Евмений (Тамиолакис), епископ Лефкийский, викарий Германской митрополии (15 января 1994; на кафедре со дня хиротонии)

### Хиротонии 1995 года
1. Ириней (Иоаннидис), митрополит Мириотитский и Перистасийский (21 ноября 1995; на кафедре с 4 сентября 2000)
2. Хризостом (Калаидзис), титулярный митрополит Мирский (25 ноября 1995; на кафедре со дня хиротонии)
3. Апостол (Даниилидис), старец-митрополит Деркский (26 ноября 1995; на кафедре с 29 августа 2011)

### Хиротонии 1996 года
1. Эммануил (Адамакис), старец-митрополит Халкидонский (11 ноября 1996; на кафедре с 16 февраля 2021)
2. Никита (Лулиас), архиепископ Фиатирский (14 декабря 1996; на кафедре с 12 июля 2019)

### Хиротонии 1997 года
1. Пантелеимон (Сархо), митрополит, бывший Оулуский (16 марта 1997; на покое с 1 июня 2013)
2. Афанасий (Феохарус), митрополит Колонийский (12 апреля 1997; на кафедре с 21 января 2021)

### Хиротонии 1998 года
1. Димитрий (Кушелл), митрополит Ксанфский (23 июня 1998; на покое с 2008)

### Хиротонии 1999 года
1. Николай (Писсарис), митрополит Детройтский (3 апреля 1999; на кафедре со дня хиротонии)

### Хиротонии 2000 года
1. Феодорит (Полизогопулос), титулярный митрополит Лаодикийский (9 марта 2000; на кафедре с 29 августа 2018)
2. Феолипт (Фенерлис), митрополит Иконийский (10 сентября 2000; на кафедре со дня хиротонии)
3. Макарий (Дулуфакис), митрополит Гортинский и Аркадийский (8 октября 2000; на кафедре с 26 мая 2005)

### Хиротонии 2001 года
1. Никандр (Паливос), титулярный митрополит Иринопольский (25 февраля 2001; на кафедре с 3 октября 2019)
2. Тарасий (Антонопулос), митрополит Родопольский (3 июня 2001; на кафедре с 29 ноября 2019)
3. Андрей (Нанакис), митрополит Аркалохорийский, Кастелийский и Вианнский (3 ноября 2001; на кафедре со дня хиротонии)

### Хиротонии 2002 года
1. Савва (Зембиллас), митрополит Питтсбургский (2 февраля 2002; на кафедре с 3 ноября 2011)
2. Герасим (Михалеас), митрополит Сан-Францисский (9 февраля 2002; на кафедре с 22 февраля 2005)
3. Антоний (Паропулос), епископ Фасианский, викарий Американской архиепископии (23 февраля 2002; на кафедре со дня хиротонии)

### Хиротонии 2003 года
1. Евангел (Курунис), митрополит Сардский (10 мая 2003; на кафедре с 8 октября 2020)
2. Афинагор (Пекстадт), митрополит Бельгийский (22 июня 2003; на кафедре с 27 ноября 2013)

### Хиротонии 2004 года
1. Кирилл (Койеракис), митрополит Родосский (25 апреля 2004; на кафедре со дня хиротонии)
2. Варфоломей (Кессидис), епископ Арианзский, викарий Германской митрополии (10 июня 2004; на кафедре со дня хиротонии)

### Хиротонии 2005 года
1. Арсений (Хейккинен), митрополит Куопиоский и Карельский (23 января 2005; на кафедре с 29 ноября 2018)
2. Иларион (Рудник), митрополит Виннипегский (29 января 2005; на кафедре с 22 июля 2022)
3. Паисий (Аравантинос), митрополит Леросский, Калимнский и Астипалейский (21 мая 2005; на кафедре со дня хиротонии)
4. Евгений (Антонопулос), архиепископ Критский (28 мая 2005; на кафедре с 11 января 2022)
5. Амфилохий (Цукос), митрополит, бывший Ганский и Хорский (9 июля 2005; на покое с 3 октября 2022)
6. Амфилохий (Андроникакис), митрополит Кисамский и Селинский (8 октября 2005; на кафедре со дня хиротонии)
7. Андрей (Пешко), епископ Торонтский (13 декабря 2005; на кафедре с 19 мая 2021)

### Хиротонии 2006 года
1. Амвросий (Зографос), митрополит Корейский (5 февраля 2006; на кафедре с 28 мая 2008)
2. Димитрий (Кандзавелос), епископ, бывший Мокисский, викарий Чикагской митрополии (9 декабря 2006; на покое с 15 марта 2023)

### Хиротонии 2007 года
1. Поликарп (Ставропулос), митрополит Италийский (6 мая 2007; на кафедре с 14 января 2021)

### Хиротонии 2008 года
1. Нектарий (Цилис), митрополит Гонконгский (20 января 2008; на кафедре со дня хиротонии)
2. Кирилл (Катерелос), митрополит Кринийский, экзарх Мальты (24 февраля 2008; на кафедре с 16 февраля 2021)
3. Даниил (Зелинский), архиепископ Памфилийский, глава Западной епархии Украинской Православной Церкви в США (10 мая 2008; на кафедре со дня хиротонии)

### Хиротонии 2009 года
1. Александр (Хопёрский), епископ Пярнуский и Сааремaaский (12 января 2009; на кафедре со дня хиротонии)
2. Нафанаил (Диакопанайотис), митрополит Косский и Нисиросский (8 марта 2009; на кафедре со дня хиротонии)

### Хиротонии 2011 года
1. Иаков (Цигунис), епископ Милитопольский, викарий Австралийской архиепископии (20 февраля 2011; на кафедре со дня хиротонии)
2. Стефан (Динидис), митрополит Галлипольский и Мадитский (13 марта 2011; на кафедре со дня хиротонии)
3. Елпидифор (Ламбриниадис), архиепископ Американский (20 марта 2011; на кафедре с 11 мая 2019)
4. Константин (Цилис), митрополит Сингапурский (21 ноября 2011; на кафедре со дня хиротонии)
5. Арсений (Кардамакис), митрополит Австрийский (30 ноября 2011; на кафедре со дня хиротонии)
6. Севастиан (Скордаллос), митрополит Атлантский (17 декабря 2011; на кафедре с 2 декабря 2024)

### Хиротонии 2012 года
1. Иосиф (Бош), митрополит Буэнос-Айресский (19 августа 2012; на кафедре с 29 ноября 2019)
2. Панкратий (Дубас), епископ Скопельский, бывший викарий Мексиканской митрополии (9 сентября 2012; на покое с 3 октября 2022)
3. Афинагор (Хрисанис), митрополит Кидониесский (18 ноября 2012; на кафедре со дня хиротонии)
4. Григорий (Тацис), епископ Нисский, управляющий Американской карпаторoсской епархией (27 ноября 2012; на кафедре со дня хиротонии)

### Хиротонии 2013 года
1. Иов (Геча), митрополит Писидийский (30 ноября 2013; на кафедре с 22 июля 2022)

### Хиротонии 2014 года
1. Никифор (Психлудис), титулярный епископ Аморийский (2 февраля 2014; на кафедре со дня хиротонии)
2. Клеопа (Стронгилис), митрополит Шведский и Скандинавский (21 мая 2014; на кафедре со дня хиротонии)
3. Максим (Вгенопулос), митрополит Силиврийский (27 июля 2014; на кафедре со дня хиротонии)
4. Амфилохий (Стергиу), митрополит Адрианопольский (18 октября 2014; на кафедре со дня хиротонии)
5. Апостол (Куфаллакис), митрополит Нью-Джерсийский (20 декабря 2014; на кафедре с 24 июля 2023)

### Хиротонии 2015 года
1. Илия (Валгрен), митрополит Хельсинкский и всей Финляндии (11 января 2015; на кафедре с 1 декабря 2024)
2. Ириней (Аврамидис), епископ Ригийский, викарий Галльской митрополии (8 февраля 2015 года; на кафедре со дня хиротонии)
3. Макарий (Гриниезакис), архиепископ Австралийский (16 мая 2015; на кафедре с 9 мая 2019)
4. Адриан (Серьякис), епископ Галикарнасский, викарий патриарха (26 июля 2015; на кафедре со дня хиротонии)
5. Петр (Бозинис), епископ Троадский, бывший викарий Бельгийской митрополии (8 ноября 2015; под запретом с 17 ноября 2023)
6. Герасим (Марматакис), митрополит Петрский и Херронисский (19 декабря 2015 года; на кафедре со дня хиротонии)

### Хиротонии 2016 года
1. Варфоломей (Самарас), митрополит Смирнский (11 сентября 2016; на кафедре со дня хиротонии)
2. Кирилл (Сикис), митрополит Имврийский и Тенедский (25 сентября 2016; на кафедре с 9 марта 2020)
3. Кирилл (Диамантакис), митрополит Иерапитнийский и Ситийский (17 октября 2016; на кафедре со дня хиротонии)
4. Стефан (Катес), епископ Стратоникейский, викарий Леросской митрополии (27 декабря 2016; на кафедре со дня хиротонии)

### Хиротонии 2017 года
1. Кирилл (Папанфиму), епископ Олимпийский, викарий Родосской митрополии (30 сентября 2017; на кафедре со дня хиротонии)

### Хиротонии 2018 года
1. Кассиан (Нотис), епископ Арабисский, викарий Халкидонской митрополии (21 января 2018; на кафедре со дня хиротонии)
2. Хризостом (Пицис), митрополит Симский (11 февраля 2018; на кафедре со дня хиротонии)
3. Нафанаил (Симеонидис), митрополит Чикагский (17 марта 2018; на кафедре со дня хиротонии)
4. Мирон (Ктистакис), митрополит Новозеландский (11 июля 2018; на кафедре со дня хиротонии)
5. Максим (Пофос), митрополит Швейцарский (22 июля 2018; на кафедре со дня хиротонии)
6. Паисий (Ларендзакис), епископ Апамейский, викарий Австрийской митрополии (20 октября 2018; на кафедре со дня хиротонии)
7. Максим (Пафилис), епископ Мелитинийский, викарий Галльской митрополия (10 ноября 2018; на кафедре со дня хиротонии)

### Хиротонии 2019 года
1. Амвросий (Хорозидис), епископ Евдокиадский, викарий Писидийской митрополии (21 июля 2019; на кафедре со дня хиротонии)
2. Продром (Ксенакис), митрополит Ретимнийский и Авлопотамский (26 октября 2019; на кафедре с 18 февраля 2022)
3. Вениамин (Димопулос), епископ Тралльский, викарий патриарха (3 ноября 2019; на кафедре со дня хиротонии)
4. Ириней (Верикакис), епископ Евменийский, викарий патриарха (8 декабря 2019; на кафедре со дня хиротонии)
5. Дамаскин (Лионакис), епископ Дорилейский, викарий патриарха (15 декабря 2019; на кафедре со дня хиротонии)
6. Иоаким (Коцонис), епископ Амисский, викарий Американской архиепископии (22 декабря 2019; на кафедре со дня хиротонии)
7. Емилиан (Кутузис), епископ Мелойский, бывший викарий Австралийской архиепископии (25 декабря 2019; на покое с 2023)

### Хиротонии 2020 года
1. Элпидий (Каралис), хорепископ Пертский (18 января 2020; на кафедре с 17 июля 2024)
2. Силуан (Фотинеас), хорепископ Аделаидский (19 января 2020; на кафедре с 17 июля 2024)
3. Иоаким (Архонтос), епископ Аполлониадский, викарий Бельгийской митрополии (26 января 2020; на кафедре со дня хиротонии)
4. Эммануил (Сфиаткос), епископ Христупольский, викарий Германской митрополии (11 июля 2020; на кафедре со дня хиротонии)
5. Смарагд (Караяннидис), епископ Дафнусийский, викарий Халкидонской митрополии (19 июля 2020; на кафедре со дня хиротонии)
6. Варфоломей (Мостратос), епископ Керамонский, бывший викарий Канадской архиепископии (25 июля 2020; на покое с 2023)
7. Афинагор (Салмас), епископ Патарский, викарий Канадской архиепископии (26 июля 2020; на кафедре со дня хиротонии)
8. Иаков (Андонопулос), митрополит Ирландский (30 июля 2020; на кафедре с 22 марта 2024)
9. Афинагор (Перес Гальвис), епископ Миринский, викарий Мексиканской митрополии (25 октября 2020; на кафедре со дня хиротонии)
10. Михаил (Анищенко), титулярный епископ Команский, глава Ставропигии Вселенского патриарха в Киеве (8 ноября 2020; на кафедре со дня хиротонии)
11. Тимофей (Торрес Эскивель), епископ Ассоский, викарий Мексиканской митрополии (8 ноября 2020; на кафедре со дня хиротонии)
12. Спиридон (Кезьос), епископ Амастрийский, викарий Американской архиепископии (14 ноября 2020; на кафедре со дня хиротонии)
13. Тимофей (Бакакос), епископ Гексамилионский, викарий Чикагской митрополии (5 декабря 2020; на кафедре со дня хиротонии)
14. Исихий (Танос), епископ Маркианский, викарий Мексиканской митрополии (6 декабря 2020; на кафедре со дня хиротонии)
15. Иоанн (Константайн), епископ Фокейский, викарий Сан-Францисской митрополии (19 декабря 2020; на кафедре со дня хиротонии)

### Хиротонии 2021 года
1. Виссарион (Комзиас), митрополит Испанский и Португальский (25 января 2021; на кафедре со дня хиротонии)
2. Рафаил (Павурис), епископ Илионский, викарий Фиатирской архиепископии (9 марта 2021; на кафедре со дня хиротонии)
3. Андрей (Софианопулос), митрополит Саранда-Экклисийский (21 марта 2021; на кафедре со дня хиротонии)
4. Иаков (Савва), епископ Клавдиопольский, викарий Фиатирской архиепископии (21 марта 2021; на кафедре со дня хиротонии)
5. Иоаким (Биллис), митрополит Прусский (25 марта 2021; на кафедре со дня хиротонии)
6. Афинагор (Зилиаскопулос), епископ Назианзский, викарий патриарха (5 июня 2021; на кафедре со дня хиротонии)
7. Амвросий (Куцуридис), епископ Аргиропульский, викарий Германской митрополии (3 июля 2021; на кафедре со дня хиротонии)
8. Димитрий (Плумис), митрополит Галльский (25 июля 2021; на кафедре со дня хиротонии)
9. Кириак (Михаил), хорепископ Мельбурнский (13 ноября 2021; на кафедре с 17 июля 2024)
10. Христодул (Иконому), епископ Магнесийский, викарий Австралийской архиепископии (14 ноября 2021; на кафедре со дня хиротонии)
11. Евмений (Василопулос), хорепископ Хорский (20 ноября 2021; на кафедре с 17 июля 2024)
12. Варфоломей (Анастасиадис), хорепископ Брисбенский (21 ноября 2021; на кафедре с 17 июля 2024)

### Хиротонии 2022 года
1. Сергий (Раяполви), епископ Хаминский, викарий Хельсинкской митрополии (16 января 2022 года; на кафедре со дня хиротонии)
2. Григорий (Цуцулис), епископ Абидский, викарий Буэнос-Айресской митрополии (20 марта 2022 года; на кафедре со дня хиротонии)
3. Паисий (Коккинакис), епископ Ксантупольский, викарий патриарха (3 июля 2022; на кафедре со дня хиротонии)
4. Константин (Моралис), митрополит Денверский (15 октября 2022; на кафедре с 17 мая 2024)
5. Мефодий (Вернидакис), епископ Кносский, викарий Критской архиепископии (5 ноября 2022; на кафедре со дня хиротонии)
6. Георгий (Андонопулос), епископ Кратейский, викарий Италийской митрополии (4 декабря 2022; на кафедре со дня хиротонии)
7. Дионисий (Папавасилиу), епископ Котиайский, викарий Италийской митрополии (6 декабря 2022; на кафедре со дня хиротонии)
8. Афинагор (Фазиоло), епископ Фермонский, викарий Италийской митрополии (8 декабря 2022; на кафедре со дня хиротонии)

### Хиротонии 2023 года
1. Феофан (Коя), епископ Филомилийский, управляющий Албанской епархией в Америке (25 июля 2023; на кафедре со дня хиротонии)
2. Феодор (Меимарис), митрополит Селевкийский (25 декабря 2023; на кафедре со дня хиротонии)

### Хиротонии 2024 года
1. Иаков (Андриопулос), митрополит Мексиканский (2 февраля 2024; на кафедре со дня хиротонии)
2. Нектарий (Папазафиропулос), епископ Диоклийский, викарий Американской архиепископии (13 апреля 2024; на кафедре со дня хиротонии)
3. Антоний (Аврамопулос), епископ Синадский, викарий Американской архиепископии (20 апреля 2024; на кафедре со дня хиротонии)
4. Осия (Пата Туктук), епископ Сасимский, викарий Мексиканской митрополии (13 октября 2024; на кафедре со дня хиротонии)
5. Максим (Рудько), епископ Аристийский, викарий Австрийской митрополии (10 ноября 2024; на кафедре со дня хиротонии)

### Хиротонии 2025 года
1. Дамаскин (Олкинуора), епископ Хаапсалуский, викарий Таллинской митрополии (12 января 2025; на кафедре со дня хиротонии)
2. Ириней (Таманини), епископ Тропейский, викарий Буэнос-Айресской митрополии (8 марта 2025; на кафедре со дня хиротонии)
3. Мелетий (Каркангелис), епископ Зелский, викарий Буэнос-Айресской митрополии (9 марта 2025; на кафедре со дня хиротонии)
4. Фанурий (Фолиотис), епископ Тианский, викарий Швейцарской митрополии (14 июня 2025; на кафедре со дня хиротонии)

## Избранные в архиереи
1. Александр (Беля)[вд], архимандрит, избран епископом Никопольским, викарием Американской архиепископии (избран 15 июня 2022; хиротония отложена)[4]

## Бывшие архиереи, ныне находящиися в юрисдикции иных поместных церквей
1. Павел (Элдерсон), епископ Трахейский (2 июня 1991; на покое с мая 2001; принят в юрисдикцию Московского патриархата 14 сентября 2019, без отпускной грамоты)[5][6]
2. Серафим (Мендзелопулос), епископ Христианопольский (21 января 2001; с 2003 года в юрисдикции Элладской православной церкви, где 19 марта 2006 назначен на кафедру митрополита Пирейского)
3. Иоанн (Реннето), титулярный архиепископ Хариопольский (15 марта 2015; отпущён 30 августа 2019; принят в юрисдикцию Московского патриархата 14 сентября 2019)

## Бывшие архиереи, лишённые сана
1. Василий (Осборн), бывший епископ Амфипольский, викарий Западноевропейского экзархата русских приходов (7 марта 1993[7]; лишён сана и монашества 12 февраля 2010)
2. Паисий (Лулургас), бывший митрополит Тианский (11 апреля 1998[8]; лишён сана 27 марта 2012)

## Комментарии
1. ↑  хиротония совершена в Элладской православной церкви
2. 1 2 3  хиротония совершена в Украинской православной церкви в США
3. ↑  хиротония совершена в Украинской православной церкви в Канаде
4. ↑  перед тем был избран архиереем в Русской православной церкви, где хиротония также не состоялась.
5. ↑  формально является архиереем Константинопольского патриархата, поскольку не просил отпускной грамоты (https://ec-patr.org/efisychazontes-archiereis-tou-thronou/ Архивная копия от 2 ноября 2021 на Wayback Machine).
6. ↑  в альманахе Samuel Le Corre, Annuaire de l'Église orthodoxe en France, Villebazy, monastère de Cantauque, 2021, p. 103, ошибочно указано, что он умер ещё в апреле 2018 года.
7. ↑  хиротония совершена в Русской православной церкви
8. ↑  перед своей хиротонией являлся архиереем неканонической Церкви истинно-православных христиан Греции с 1985 года.